# DN10
De DN10 of Drum Național 10 (Nationale weg 10) is een weg in Roemenië. Hij loopt van Hărman bij Brașov via Întorsura Buzăului en Nehoiu naar Buzău. De weg is 146 kilometer lang.